# ルスラン・メジトフ
ルスラン・メジトフ（Ruslan Medzhitov, 1966年3月12日 - ）は、ウズベキスタン出身のアメリカ合衆国の免疫学者。イェール大学教授。自然免疫、炎症反応などの分野で様々な業績を残し、特にToll様受容体の研究で著名である。

## 経歴
タシュケント出身。ウズベキスタン国立大学卒業後、1993年にモスクワ大学から生化学のPh.D.を取得。1994年から1999年まで、イェール大学のCharles A. Janeway(en)の下でポスドクとなった。 2003年に教授就任。

## 受賞歴
- 2003年 ウィリアム・コーリー賞（ジュール・ホフマン、Charles A. Janeway、Bruno Lemaitreと共同）
- 2004年 エミール・フォン・ベーリング賞
- 2009年 ローゼンスティール賞（ジュール・ホフマンと共同）
- 2011年 ショウ賞 生命科学および医学部門（ジュール・ホフマン、ブルース・ボイトラーと共同）
- 2019年 ディクソン賞 医学部門
- 2024年 ジェシー・スティーヴンソン・コヴァレンコ・メダル

## 参照
- Ruslan Medzhitov Ph.D
- Innovating immunology: an interview with Ruslan Medzhitov